# (231666) Esimno
(231666) Esimno  es un asteroide perteneciente a los asteroides troyanos de Júpiter, descubierto por Lutz Dieter Schmadel y Reiner M. Stoss utilizando placas fotográficas tomadas el 24 de septiembre de 1960 desde el Observatorio Palomar, en Estados Unidos.

## Designación y nombre
Fue designado inicialmente como 1960 SX. Más adelante fue nombrado en honor a Esimno, combatiente griego muerto por Héctor en la Ilíada.

## Características orbitales
Esimno orbita a una distancia media del Sol de 5,3132 ua, pudiendo acercarse hasta 5,0415 ua y alejarse hasta 5,5848 ua. Tiene una excentricidad de 0,0511 y una inclinación orbital de 5,2680° grados. Emplea en completar una órbita alrededor del Sol 4473 días.

## Características físicas
Su magnitud absoluta es 12,8. Tiene 13,007 km de diámetro. Su albedo se estima en 0,087.